# Amalda fusiformis
Amalda fusiformis is een slakkensoort uit de familie van de Ancillariidae. De wetenschappelijke naam van de soort is voor het eerst geldig gepubliceerd in 1886 door Petterd.